# Туље (Лече)
Туље (итал. Tuglie) је насеље у Италији у округу Лече, региону Апулија.
Према процени из 2011. у насељу је живело 5100 становника. Насеље се налази на надморској висини од 88 м.

## Становништво
Према резултатима пописа становништва 2011. у општини је живело 5.264 становника.
| 1931. | 1936. | 1951. | 1961. | 1971. | 1981. | 1991. | 2001. | 2011. |
| ----- | ----- | ----- | ----- | ----- | ----- | ----- | ----- | ----- |
| 5.789 | 5.942 | 6.122 | 6.009 | 5.336 | 5.715 | 5.601 | 5.308 | 5.264 |

## Партнерски градови
- Вилаверла (Виченца)